# Liste des distinctions de Thirty Seconds to Mars
Thirty Seconds to Mars est un groupe rock américain formé en 1998 à Los Angeles (Californie). Le groupe est constitué de Jared Leto (chant et guitare), Shannon Leto (batterie et percussions) et Tomo Miličević (guitare). Thirty Seconds to Mars a produit trois albums studio jusqu'à ce jour, soit : 30 Seconds to Mars (2002), A Beautiful Lie (2005) et This Is War (2009). Le groupe a été nommé un total de 144 fois et a gagné 80 récompenses.

## Bandit Rock Awards
| Année | Travail nommé          | Catégorie                       | Résultat |
| ----- | ---------------------- | ------------------------------- | -------- |
| 2008  | Thirty Seconds to Mars | Best International Breakthrough | Lauréat  |

## Billboard Music Awards
| Année | Travail nommé          | Catégorie                      | Résultat   |
| ----- | ---------------------- | ------------------------------ | ---------- |
| 2006  | The Kill               | Modern Rock Single of the Year | Nomination |
| 2007  | Thirty Seconds to Mars | Modern Rock Artist of the Year | Lauréat    |
| 2007  | From Yesterday         | Modern Rock Single of the Year | Nomination |
| 2010  | Thirty Seconds to Mars | Top Alternative Artist         | Nomination |
| 2010  | Thirty Seconds to Mars | Top Rock Artist                | Nomination |
| 2010  | Kings and Queens       | Top Alternative Song           | Nomination |
| 2010  | This Is War            | Top Alternative Song           | Nomination |

## Breakthrough of the Year Awards
| Année | Travail nommé | Catégorie        | Résultat |
| ----- | ------------- | ---------------- | -------- |
| 2006  | Jared Leto    | Crossover Artist | Lauréat  |

## BT Digital Music Awards
| Année | Travail nommé          | Catégorie          | Résultat   |
| ----- | ---------------------- | ------------------ | ---------- |
| 2010  | Thirty Seconds to Mars | Artist of the Year | Nomination |

## Drummies Awards
| Année | Travail nommé | Catégorie           | Résultat   |
| ----- | ------------- | ------------------- | ---------- |
| 2009  | Shannon Leto  | Alternative Drummer | Nomination |
| 2011  | Shannon Leto  | Alternative Drummer | Nomination |
| 2012  | Shannon Leto  | Indie Drummer       | Lauréat    |

## Festivalbar
| Année | Travail nommé          | Catégorie     | Résultat   |
| ----- | ---------------------- | ------------- | ---------- |
| 2007  | Thirty Seconds to Mars | Digital Award | Nomination |

## Fuse Awards
| Année | Travail nommé          | Catégorie    | Résultat   |
| ----- | ---------------------- | ------------ | ---------- |
| 2007  | Thirty Seconds to Mars | Best of 2007 | Lauréat    |
| 2010  | Kings and Queens       | Best Video   | Nomination |

## Fuse Fangoria Chainsaw Awards
| Année | Travail nommé | Catégorie                   | Résultat |
| ----- | ------------- | --------------------------- | -------- |
| 2006  | The Kill      | Best Video Inspired By Film | Lauréat  |
| 2006  | Jared Leto    | Prince of Darkness          | Lauréat  |

## Kerrang! Awards
| Année | Travail nommé          | Catégorie                   | Résultat   |
| ----- | ---------------------- | --------------------------- | ---------- |
| 2007  | Thirty Seconds to Mars | Best International Newcomer | Nomination |
| 2007  | The Kill               | Best Single                 | Lauréat    |
| 2008  | Thirty Seconds to Mars | Best International Band     | Lauréat    |
| 2008  | Thirty Seconds to Mars | Best Live Band              | Nomination |
| 2008  | From Yesterday         | Best Single                 | Lauréat    |
| 2008  | A Beautiful Lie        | Best Video                  | Nomination |
| 2010  | Thirty Seconds to Mars | Best International Band     | Lauréat    |
| 2010  | Thirty Seconds to Mars | Best Live Band              | Nomination |
| 2010  | This Is War            | Best Album                  | Nomination |
| 2010  | Kings and Queens       | Best Video                  | Nomination |
| 2011  | Thirty Seconds to Mars | Best International Band     | Lauréat    |
| 2011  | Thirty Seconds to Mars | Best Live Band              | Nomination |
| 2011  | Hurricane              | Best Single                 | Lauréat    |
| 2011  | Hurricane              | Best Video                  | Nomination |
| 2012  | Thirty Seconds to Mars | Best International Band     | Nomination |
| 2012  | Jared Leto             | Hero of the Year            | Nomination |

## MK Awards
| Année | Travail nommé    | Catégorie              | Résultat   |
| ----- | ---------------- | ---------------------- | ---------- |
| 2011  | Kings and Queens | Best International Hit | Nomination |

## MTV Awards

### Los Premios MTV Latinoamérica
| Année | Travail nommé          | Catégorie                        | Résultat   |
| ----- | ---------------------- | -------------------------------- | ---------- |
| 2007  | Thirty Seconds to Mars | Best Rock Artist — International | Nomination |
| 2008  | Thirty Seconds to Mars | Best Rock Artist — International | Lauréat    |
| 2008  | Thirty Seconds to Mars | Best Fan Club                    | Nomination |

### MTV Asia Awards
| Année | Travail nommé   | Catégorie  | Résultat |
| ----- | --------------- | ---------- | -------- |
| 2008  | A Beautiful Lie | Video Star | Lauréat  |

### MTV Australia Awards
| Année | Travail nommé | Catégorie         | Résultat   |
| ----- | ------------- | ----------------- | ---------- |
| 2007  | The Kill      | Video of the Year | Lauréat    |
| 2007  | The Kill      | Best Rock Video   | Lauréat    |
| 2007  | The Kill      | Viewer's Choice   | Nomination |

### MTV Europe Music Awards
| Année | Travail nommé          | Catégorie                         | Résultat   |
| ----- | ---------------------- | --------------------------------- | ---------- |
| 2007  | Thirty Seconds to Mars | Rock Out                          | Lauréat    |
| 2007  | Thirty Seconds to Mars | Best Inter Act                    | Nomination |
| 2008  | Thirty Seconds to Mars | Rock Out                          | Lauréat    |
| 2008  | A Beautiful Lie        | Video Star                        | Lauréat    |
| 2010  | Thirty Seconds to Mars | Best Rock                         | Lauréat    |
| 2010  | Thirty Seconds to Mars | Best World Stage Performance      | Nomination |
| 2010  | Kings and Queens       | Best Video                        | Nomination |
| 2011  | Thirty Seconds to Mars | Best Alternative                  | Lauréat    |
| 2011  | Thirty Seconds to Mars | Best Best World Stage Performance | Lauréat    |
| 2011  | Thirty Seconds to Mars | Biggest Fans                      | Nomination |
| 2013  | Thirty Seconds to Mars | Best Alternative                  | Lauréat    |
| 2014, | Thirty Seconds to Mars | Best Alternative                  | Lauréat    |

### MTV Fan Music Awards
| Année | Travail nommé          | Catégorie        | Résultat   |
| ----- | ---------------------- | ---------------- | ---------- |
| 2011  | Thirty Seconds to Mars | Best Group       | Nomination |
| 2011  | Thirty Seconds to Mars | Best Rock        | Lauréat    |
| 2011  | Hurricane              | Best Group Video | Lauréat    |
| 2011  | Jared Leto             | Best Fashion     | Nomination |

### MTV Video Music Awards
| Année | Travail nommé    | Catégorie           | Résultat,  |
| ----- | ---------------- | ------------------- | ---------- |
| 2006  | The Kill         | Best Rock Video     | Nomination |
| 2006  | The Kill         | MTV2 Award          | Lauréat    |
| 2010  | Kings and Queens | Video of the Year   | Nomination |
| 2010  | Kings and Queens | Best Rock Video     | Lauréat    |
| 2010  | Kings and Queens | Best Direction      | Nomination |
| 2010  | Kings and Queens | Best Art Direction  | Nomination |
| 2011  | Hurricane        | Best Direction      | Nomination |
| 2011  | Hurricane        | Best Editing        | Nomination |
| 2011  | Hurricane        | Best Cinematography | Nomination |
| 2014  | City of Angels   | Best Cinematography | Nomination |

### MTV Video Music Awards Japan
| Année | Travail nommé | Catégorie        | Résultat   |
| ----- | ------------- | ---------------- | ---------- |
| 2014  | Up in the Air | Best Group Video | Nomination |

### MTV Video Plays Awards
| Année | Travail nommé      | Catégorie                  | Résultat, |
| ----- | ------------------ | -------------------------- | --------- |
| 2008  | A Beautiful Lie    | MTV Gold Video Plays Award | Lauréat   |
| 2010  | Closer to the Edge | MTV Gold Video Plays Award | Lauréat   |
| 2010  | Kings and Queens   | MTV Gold Video Plays Award | Lauréat   |

### mtvU Woodie Awards
| Année | Travail nommé | Catégorie                       | Résultat |
| ----- | ------------- | ------------------------------- | -------- |
| 2006  | The Kill      | Best Video Woodie – Live Action | Lauréat  |

### O Music Awards
| Année | Travail nommé      | Catégorie                      | Résultat   |
| ----- | ------------------ | ------------------------------ | ---------- |
| 2011  | Echelon            | Fan Army FTW                   | Nomination |
| 2011  | Hurricane          | NSFW Music Video               | Lauréat    |
| 2012  | 30 Seconds to Mars | Best Online Concert Experience | Lauréat    |
| 2012  | Echelon            | Fan Army FTW                   | Nomination |

### TRL Awards
| Année | Travail nommé          | Catégorie              | Résultat,  |
| ----- | ---------------------- | ---------------------- | ---------- |
| 2007  | Thirty Seconds to Mars | Best New Artist        | Lauréat    |
| 2008  | Thirty Seconds to Mars | Best Band              | Nomination |
| 2008  | Thirty Seconds to Mars | Best Riempipiazza      | Nomination |
| 2008  | Thirty Seconds to Mars | Best Cartello          | Lauréat    |
| 2009  | A Beautiful Lie        | Playlist Generation    | Lauréat    |
| 2010  | Thirty Seconds to Mars | Best International Act | Nomination |
| 2011  | Thirty Seconds to Mars | Best Band              | Lauréat    |
| 2011  | Jared Leto             | Best Look              | Nomination |

## NME Awards
| Année | Travail nommé           | Catégorie           | Résultat   |
| ----- | ----------------------- | ------------------- | ---------- |
| 2011  | Jared Leto              | Hottest Male        | Nomination |
| 2012  | Thirty Seconds to Mars  | Most Dedicated Fans | Nomination |
| 2012  | Notes from the Outernet | Best Book           | Nomination |
| 2012  | Jared Leto              | Hottest Male        | Lauréat    |

## Planeta Awards
| Année | Travail nommé          | Catégorie                      | Résultat   |
| ----- | ---------------------- | ------------------------------ | ---------- |
| 2007  | Thirty Seconds to Mars | Group of the Year              | Nomination |
| 2007  | Thirty Seconds to Mars | Rock Artist of the Year        | Lauréat    |
| 2007  | The Kill               | Megaplaneta of the Year        | Lauréat    |
| 2007  | The Kill               | Rock Song of the Year          | Nomination |
| 2007  | The Kill               | Best Male Vocal Interpretation | Nomination |

## Rock on Request Awards
| Année | Travail nommé                 | Catégorie                | Résultat |
| ----- | ----------------------------- | ------------------------ | -------- |
| 2007  | Thirty Seconds to Mars        | Artist of the Year       | Lauréat  |
| 2007  | A Beautiful Lie               | Best Album               | Lauréat  |
| 2007  | From Yesterday                | Best Song                | Lauréat  |
| 2007  | From Yesterday                | Best Video               | Lauréat  |
| 2007  | Jared Leto                    | Best Frontman            | Lauréat  |
| 2007  | Jared Leto                    | Best Screamer            | Lauréat  |
| 2007  | Echelon/Mars Army             | Best Fans                | Lauréat  |
| 2008  | Thirty Seconds to Mars        | Best Alternative Artist  | Lauréat  |
| 2008  | Thirty Seconds to Mars        | Best Modern Rock Artist  | Lauréat  |
| 2008  | A Beautiful Lie               | Best Song                | Lauréat  |
| 2008  | A Beautiful Lie               | Best Video               | Lauréat  |
| 2008  | A Beautiful Lie European Tour | Best Festival/Tour       | Lauréat  |
| 2008  | Jared Leto                    | Best Frontman            | Lauréat  |
| 2009  | Thirty Seconds to Mars        | Best Alternative Artist  | Lauréat  |
| 2009  | Thirty Seconds to Mars        | In a Class by Themselves | Lauréat  |
| 2009  | This Is War                   | Best Album               | Lauréat  |
| 2009  | Kings and Queens              | Best Song                | Lauréat  |
| 2009  | Kings and Queens              | Best Video               | Lauréat  |
| 2009  | Jared Leto                    | Best Frontman            | Lauréat  |

## Teen Choice Awards
| Année | Travail nommé          | Catégorie  | Résultat   |
| ----- | ---------------------- | ---------- | ---------- |
| 2011  | Thirty Seconds to Mars | Rock Group | Nomination |

## TMF Awards
| Année | Travail nommé          | Catégorie                      | Résultat,  |
| ----- | ---------------------- | ------------------------------ | ---------- |
| 2007  | Thirty Seconds to Mars | Best New Artist International  | Nomination |
| 2007  | Thirty Seconds to Mars | Best Alternative International | Nomination |
| 2008  | Thirty Seconds to Mars | Best Rock International        | Nomination |
| 2008  | A Beautiful Lie        | Best Video International       | Nomination |

## StarShine Music Awards
| Année | Travail nommé          | Catégorie           | Résultat   |
| ----- | ---------------------- | ------------------- | ---------- |
| 2010  | Thirty Seconds to Mars | Artist of the Year  | Nomination |
| 2010  | Thirty Seconds to Mars | Favorite Band/Group | Nomination |
| 2010  | Thirty Seconds to Mars | Best Live Show      | Nomination |
| 2010  | This Is War            | Album of the Year   | Nomination |
| 2010  | Kings and Queens       | Song of the Year    | Nomination |
| 2010  | Kings and Queens       | Best Rock Song      | Lauréat    |

## Virgin Media Music Awards
| Année | Travail nommé | Catégorie           | Résultat   |
| ----- | ------------- | ------------------- | ---------- |
| 2007  | The Kill      | Best Video          | Nomination |
| 2007  | Jared Leto    | Most Fanciable Male | Nomination |

## Wild and Young Awards
| Année | Travail nommé          | Catégorie                      | Résultat   |
| ----- | ---------------------- | ------------------------------ | ---------- |
| 2010  | Thirty Seconds to Mars | Best International Band        | Nomination |
| 2010  | This Is War            | Best International Album       | Lauréat    |
| 2010  | Kings and Queens       | Best International Single      | Nomination |
| 2010  | Closer to the Edge     | Best International Music Video | Lauréat    |

## Autres récompenses
| Année | Travail nommé          | Catégorie                                 | Candidature            |
| ----- | ---------------------- | ----------------------------------------- | ---------------------- |
| 2007  | The Kill               | Best Single                               | Kerrang!               |
| 2007  | The Kill               | Best Video                                | Kerrang!               |
| 2007  | From Yesterday         | Greatest Epic Video of All Time           | Yahoo! Music Australia |
| 2008  | Thirty Seconds to Mars | Best Live Act                             | Rock Sound             |
| 2009  | Stronger               | Ultimate Live Lounge                      | BBC Radio 1            |
| 2009  | Thirty Seconds to Mars | Best Band                                 | Kerrang!               |
| 2009  | Jared Leto             | Sexiest Male                              | Kerrang!               |
| 2009  | Kings and Queens       | Best Single                               | Rock Sound             |
| 2009  | Kings and Queens       | Best Video                                | Rock Sound             |
| 2010  | Thirty Seconds to Mars | Best Live Band                            | Kerrang!               |
| 2010  | Jared Leto             | Sexiest Male                              | Kerrang!               |
| 2010  | Hurricane              | Most Epically Unforgettable Video of 2010 | MTV Buzzworthy         |
| 2011  | Thirty Seconds to Mars | Longest Concert Tour by a Rock Band       | Guinness World Records |
| 2011  | This Is War            | Video of the Year                         | MSN                    |
| 2011  | Hurricane (unplugged)  | Best Live MTV Performance                 | MTV                    |
| 2011  | Thirty Seconds to Mars | Best Rock                                 | MTV Central            |
| 2011  | Thirty Seconds to Mars | Lords of Rock                             | MTV Music Royalty      |